# Znicz (naczynie)

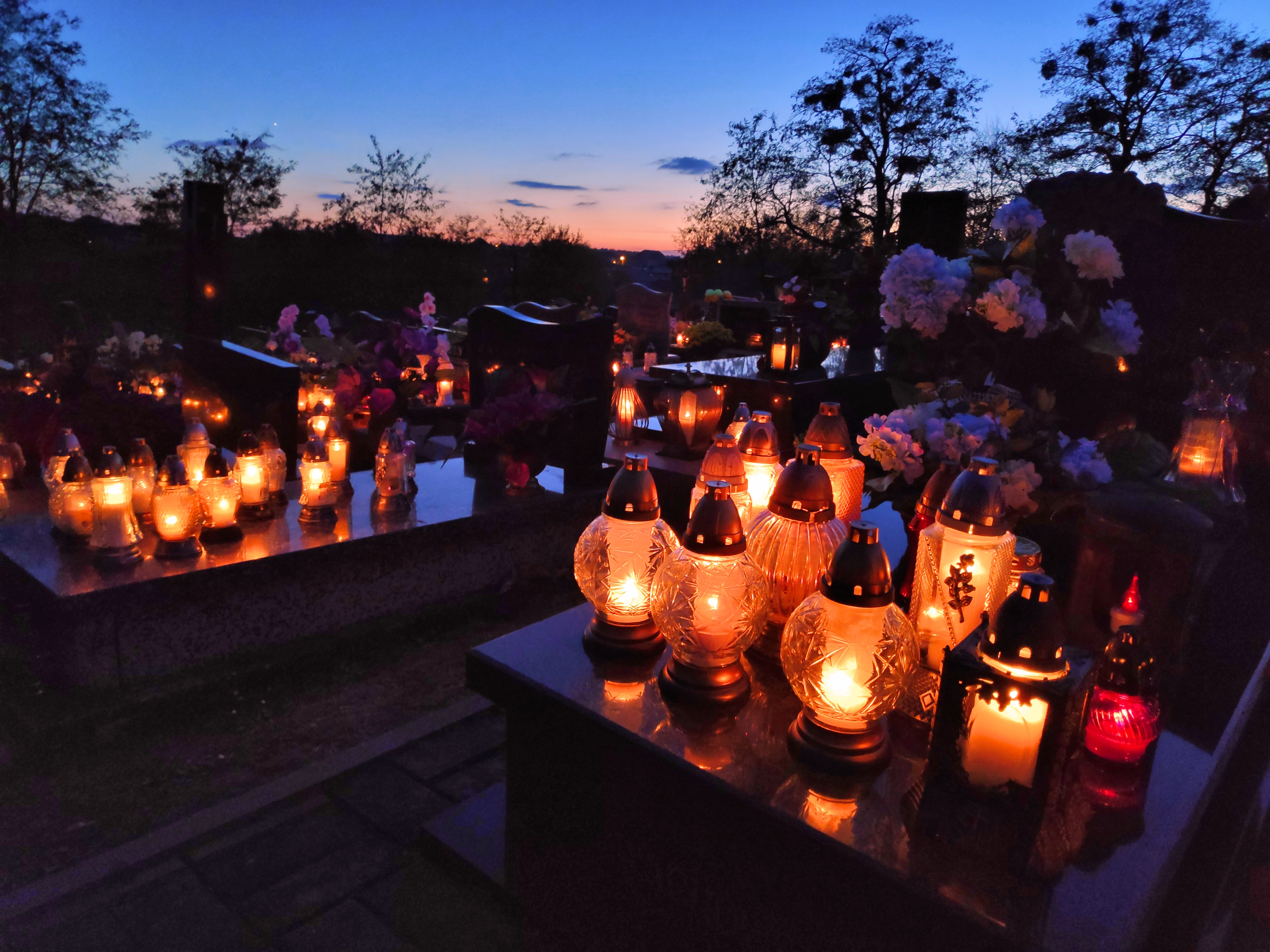
Znicze nagrobne – zapalane tradycyjnie ku czci i pamięci zmarłych. Dzień Wszystkich Świętych wieczorem.

Schemat budowy typowego znicza

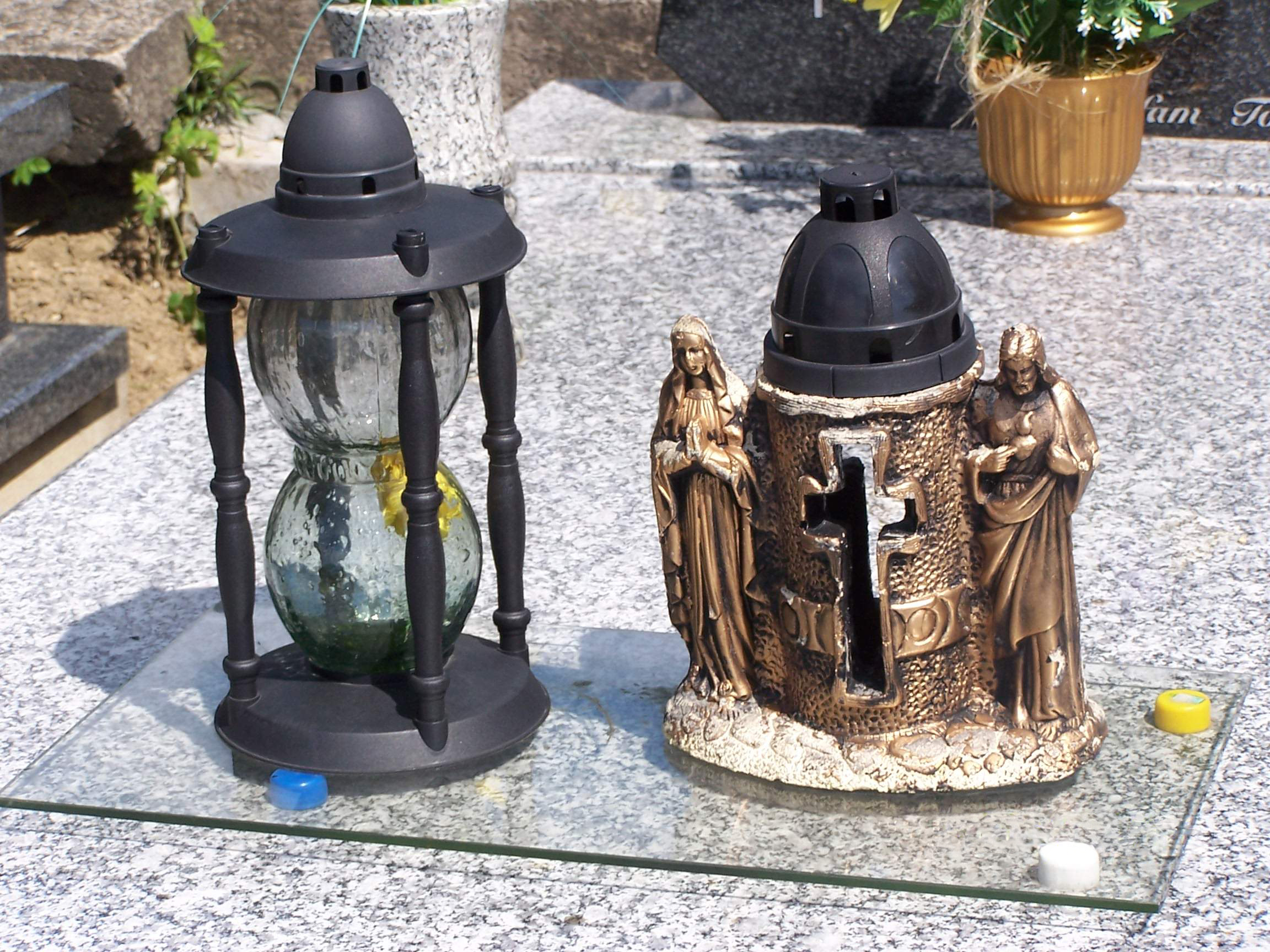
Znicze nagrobne

Znicz – rodzaj ogniotrwałego naczynia wypełnionego woskiem, parafiną, stearyną lub podobną substancją, w którym zatopiony jest knot.
Znicze nagrobkowe zapalane są na grobach w celu upamiętnienia osób zmarłych oraz w miejscach czczących pamięć istotnych wydarzeń historycznych. Zwyczaj palenia zniczy wywodzi się z tradycji pogańskiego święta Dziadów.

## Pochodzenie nazwy
Słowo znicz pochodzi od litewskiego słowa žinys, które oznacza szeptuna, znachora, wieszcza. Samo słowo žinys wywodzi się od litewskiego žinoti (znać, wiedzieć, prasł. *znati). Pierwszy raz w historii zostało odnotowane przez Daniela Kleina w 1653 roku w pierwszej gramatyce języka litewskiego „Grammatica Litvanica” jako żinys (łac. incantator, pol. czarownik). O „ołtarzu Znicza” i „ogniu Znicza” pisali Teodor Narbutt, Józef Ignacy Kraszewski, Adam Tadeusz Naruszewicz, Aleksandr Afanasjew, Antoni Mierzyński. Jan Aleksander Karłowicz w swojej książce „O języku litewskim” tłumaczy:

Potrzeba z pewnej ofiary moralnej, aby pozbyć się przekonania, że Znicz, ów „wieczny ogień w zamku Świętoroga” tak często przez poetów opiewany, był rzeczywiście nazwą ognia ofiarnego. Z najnowszych badań okazuje się, że wyraz ten jest owocem nieporozumienia, że Długosz zapisał, iż „kapłan zwany Znicz (ale nie znicz) utrzymywał ogień wieczny”, a późniejsi wzięli nazwę kapłana za nazwę ognia i powtarzali to kilkaset lat... aż dopiero dziś spostrzegliśmy się żeśmy w błędzie.

Pierwszą wzmiankę o Zniczu jako kapłanie odnaleźć można w Rocznikach Jana Długosza. Nazwa „znicz” została świętemu ogniu przypisana omyłkowo już przez autora „Tractatus de duabus Sarmatiis...” w 1517 roku, Macieja z Miechowa, który przekręcił informację podaną przez Długosza. Twierdzenie, że Litwini i Żmudzini nazywali zniczem święty ogień, a nie kapłana pojawiło się następnie w książce Macieja Stryjkowskiego „Kronika Polska, Litewska, Żmudzka i wszystkiej Rusi” w 1582 roku, a uprzednio w książce Alesksandra Gwagnina „Sarmatiae Europeae descriptio” z 1578 roku. Znicz stał się na wieki jednym ze znaków rozpoznawczych dawnej religii litewskiej wraz z innymi wymienionymi przez Miechowitę obiektami kultu, czyli „lasami, żmijami i wężami”. Do ugruntowania się tych wyobrażeń przyczynił się Adam Mickiewicz, pisząc w Konradzie Wallenrodzie „Jest wieczny ogień w zamku Swentoroga, ten ogień żywią pobożne kapłany”.
Po wielokrotnym powtarzaniu błędu Macieja Miechowity, pojęcie znicza jako wiecznego i świętego ognia na trwałe zakorzeniło się w języku polskim.

## Symbolika zniczy w Europie
W Rumunii zapalony na nagrobku ogień symbolizuje wsparcie dla zmarłego podczas jego wyprawy do zaświatów. W Niemczech wierzy się w to, że świeca zapalona w dniu śmierci odlicza czas konieczny do zaznania wiecznego spokoju przez duszę zmarłego. Dzieje się to w momencie wypalenia wkładu. Hiszpanie dbają o to, by przez 365 dni nie zgasł płomień na nagrobku zmarłego, aby mógł on bez przeszkód dotrzeć do zaświatów.

## Znicz nagrobkowy
Budowa
- obudowa – dawniej gliniana, obecnie najczęściej szklana albo z ogniotrwałego tworzywa sztucznego
- knot – kilku- bądź kilkunastomilimetrowej średnicy sznur zatopiony w wosku
- metalowa blaszka – zwykle aluminiowa blaszka przymocowana do knota i zapewniająca jego stabilność podczas palenia; istnieją konstrukcje z cienkim drutem przymocowanym do owej blaszki i luźno owiniętym wokół knota, zapobiegającym jego przechylaniu
- dekiel (opcjonalnie) – metalowa lub plastikowa przykrywka chroniąca płomień przed deszczem i wiatrem

Rodzaje zniczy nagrobnych – podział chronologiczny
- historyczne – gliniana obudowa, bez dekla (dostępne na rynku jako znicze ceramiczne)
- tradycyjne – szklana obudowa, bez dekla
- współczesne – plastikowa bądź szklana obudowa, dekiel, opcjonalnie wymienny wkład
- okazjonalne

Rodzaje zniczy nagrobnych – podział ze względu na budowę
- szklane
- plastikowe
- wielokrotnego użytku (z wymiennym woskowym wkładem)
- ceramiczne
- metalowe
- elektryczne (dają światło bez płomienia; nie stanowią zagrożenia pożarowego)